# スモール・スパニッシュ・ハウンド

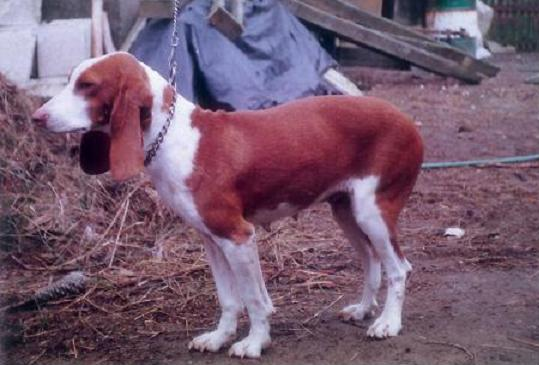

スモール・スパニッシュ・ハウンド（英：Small Spanish Hound）は、スペイン原産のセントハウンド犬種のひとつである。別名はサブエソ・エスパニョール・レブレロ（英：Sabueso Espanol Lebrero）、スパニッシュ・ヘアーハンティング・ハウンド（英：Spanish Hare Hanting Hound）。

## 歴史
いつごろ作出されたかは不明である。山岳で狩りをするためのセントハウンド犬種であるラージ・スパニッシュ・ハウンドをベースに、スタミナと狩猟能力を落とさずに軽量化・小型化してノウサギ狩りに適応させて作り出したのが本種である。
主にノウサギを狩ることを専門として用いられた。嗅覚でウサギを捜索し、発見すると粘り強く追いかけ、疲れ果てたところで仕留めた。
本種は第一次世界大戦の戦禍により壊滅的なダメージを受け、大半の犬が死亡し絶滅寸前となった。第二次世界大戦下も何とか生き延びたが、20世紀末の時点でほぼ絶滅の状態にあるとも言われた。現在は極めて希少か、或いは既に絶滅してしまっているといわれている。

## 特徴
ラージ・スパニッシュ・ハウンドよりもサイズが小さく、軽量で骨量が少ない。筋肉質の引き締まった体つきをしている。やはり脚は少し短く、足腰が丈夫でスタミナが多い。ラージより走るのが速い。耳は長い垂れ耳、尾は飾り毛のない垂れ尾。コートはスムースコートで、毛色はレッドをベースとしてマズルや首にホワイトのパッチが入ったもの。体高はラージよりも低く、体重もかなり軽い。性格は主人に忠実で従順、勇敢。頑固で狩猟本能が旺盛な猟犬気質もを引き継いであるが、ラージに比べ幾分か扱いやすい性格に改良されている。友好性は普通で、状況判断力は高い。しかししつけはやはり主人からしか受け付けない。運動量は多い。